# Physegenua vittifrons
Physegenua vittifrons är en tvåvingeart som beskrevs av Friedrich Georg Hendel 1925. Physegenua vittifrons ingår i släktet Physegenua och familjen lövflugor.
Artens utbredningsområde är Bolivia. Inga underarter finns listade i Catalogue of Life.